# Arno Wellens
Arno Wellens (Apeldoorn, 2 februari 1978) is een Nederlands publicist, schrijver en financieel journalist die voornamelijk over economie en de Europese Unie schrijft. Wellens werkte bijna vier jaar voor Quote vanaf 2007 tot juni 2010 en was vanaf 2012 redactielid van de website 925.nl totdat deze in 2018 werd overgenomen door Follow the Money, waar hij tot april 2019 werkzaam bleef als auteur.

## Werk
Arno Wellens studeerde bedrijfseconomie aan de Universiteit van Amsterdam. Daarna werkte hij enige tijd als controller en assistent-accountant.
In oktober 2013 bracht 925 het nieuws dat de belangrijkste Russische wapenfabrikanten, waaronder de verkoper van het Boek-raketsysteem vanuit Nederland uitfactureert daar dit fiscaal voordelig is. Omdat het waarschijnlijk is dat met dit wapen de MH17 is beschoten, besloot de Europese Unie in september 2014 dit specifieke bedrijf, Rostec, op de Europese sanctielijst te zetten, op aandringen van parlementariër Jesse Klaver van GroenLinks.
Op 18 januari plaatste Wellens een artikel waaruit bleek dat Letland, toen het jongste land in de Eurozone veel meer schulden heeft dan officiële statistieken aangeven. Het betreft hier een put-optie uit 2010, waarbij de Letse overheid in 2014, eenmaal in de euro, verplicht is een failliete bank terug te kopen. Dit zou blijken uit gelekte documenten van een tot dan toe onbekende vergadering, waarbij de Letse overheid zich hiertoe verbond. Na Kamervragen door Pieter Omtzigt van het CDA gaf Jeroen Dijsselbloem aan dat de documenten authentiek zijn en dat Letland bij toetreding tot de muntunie inderdaad een hogere staatsschuld heeft dan voorheen aangenomen. Op 14 april 2014 kondigde de Europese Commissie een volledig onderzoek aan naar de gang van zaken.
Op 15 mei 2014 brachten Arno Wellens en Jort Kelder het pamflet 'Het Euro Evangelie' uit. Daarin betoogden zij onder meer dat van de Europese hulp voor Griekenland in de eurocrisis een bedrag van meer dan €5 miljard bij de rijkste familie van Griekenland terecht is gekomen. Wellens is met Thierry Baudet en Victor Broers een van de initiatiefnemers van Peuro, een burgerinitiatief met als wens een parlementaire enquête naar de invoering van de euro. Na drie weken werd het benodigde aantal van 40.000 bereikt en is het initiatief ten einde. Op 2 juni 2015 werden de handtekeningen aan de Tweede Kamer aangeboden. De behandeling in de Tweede Kamer vond op 1 februari 2017 plaats en het werd door een meerderheid van de Kamer afgewezen.

## Politiek
Arno Wellens was op 7 maart 2015 een van de oprichters van het Forum voor Democratie, maar wil anno 2019 niks meer met de partij te maken hebben. Hij brak met het Forum, en met zijn vriend Baudet, na diverse conflicten – onder meer over volgens hem onjuiste cijfers die Baudet in een gezamenlijk opiniestuk had gezet. Wellens hekelde ook Baudets voorstelling van zaken over vluchtelingen: dat er jaarlijks 200.000 moslims naar Nederland zouden komen. Wellens zei hierover: „Mensen bang maken met cijfers waarvan je weet dat ze fout zijn – machtspolitiek pur sang.”
In Café Weltschmerz, een online burgerjournalistiek platform (op YouTube), heeft Wellens zijn politieke ambities uitgesproken met de voornaamste redenen drie referenda te organiseren, Markt, Migratie en Munt, en wel in die volgorde, om zo de Europese Unie links- of rechtsom te doen slagen.
Wellens is bij de Tweede Kamerverkiezingen in maart 2021 lijstduwer voor de Libertaire Partij.

## Boeken
- 2014 – Arno Wellens en Jort Kelder, Het Euro Evangelie. Waarom het misgaat met onze munt. Uitgeverij Gopher, ISBN 9789492161291
- 2017 – Arno Wellens en Jort Kelder, Het Euro Evangelie Deel II. Help, we krijgen gelijk. Uitgeverij Gopher, ISBN 9789051799507
- 2022 - Arno Wellens, Het Euro Evangelie. Tijd om te kiezen. Brave New Books, ISBN 9789465017891
- 2024 - Arno Wellens, Democratie op de helling in het digitale tijdperk. Brave New Books, ISBN 9789465127743